# Juris Tone
Juris Tone (* 26. Mai 1961 in Riga) ist ein ehemaliger lettischer Bobfahrer und Leichtathlet.

## Karriere
Juris Tone begann seine sportliche Karriere als Leichtathlet. Er wurde dabei mehrfacher Lettischer Meister in den Disziplinen: 100 Meter (1983, 1987 und 1988), Weitsprung (1983), 4-mal 100 Meter (1983, 1984 und 1987). Dabei stellte er im Weitsprung und mit der 4-mal-100-Meter-Staffel einen Lettischen Rekord auf. Bei den Olympischen Spielen 1988 gewann er als Anschieber von Jānis Ķipurs im Viererbob-Wettbewerb die Bronzemedaille. 1990 gewann er bei der Europameisterschaft mit Zintis Ekmanis Silber. 1987 und 1990 wurde er zudem Sowjetischer Meister. Bei seinen zwei weiteren Olympiateilnahmen 1992 und 1994 startete er für Lettland im Bob von Sandis Prūsis, konnte jedoch beide Male keine Medaille gewinnen.
Seine Tochter Santa war ebenfalls Weitspringerin und ist mit dem Hürdenläufer Staņislavs Olijars verheiratet.